# Bagard
Bagard este o comună în departamentul Gard din sudul Franței. În 2009 avea o populație de 2.430 de locuitori.

## Evoluția populației
| An        | 1975  | 1982  | 1990  | 1999  | 2006  | 2009  |
| --------- | ----- | ----- | ----- | ----- | ----- | ----- |
| Populație | 1.198 | 1.523 | 1.771 | 1.970 | 2.252 | 2.430 |